# Towarnicki
Towarnicki – polskie nazwisko. Na początku lat 90. XX wieku, w Polsce nosiło je 314 osób.

## Znane osoby
- Ambroży Towarnicki – polski lekarz, polityk.
- Henryk Towarnicki – polski przemysłowiec naftowy, poseł na Sejm II kadencji, rotmistrz rezerwy kawalerii Wojska Polskiego.
- Jan Towarnicki – lekarz, radny Rzeszowa, filantrop
- Jan Towarnicki – urzędnik, zarządca dóbr
- Jan Towarnicki – sędzia, honorowy obywatel Sanoka
- Bolesław Towarnicki – polski szachista, medalista drużynowych mistrzostw Polski w szachach.
- Tadeusz Towarnicki – podporucznik rezerwy piechoty Wojska Polskiego